# David Dorůžka

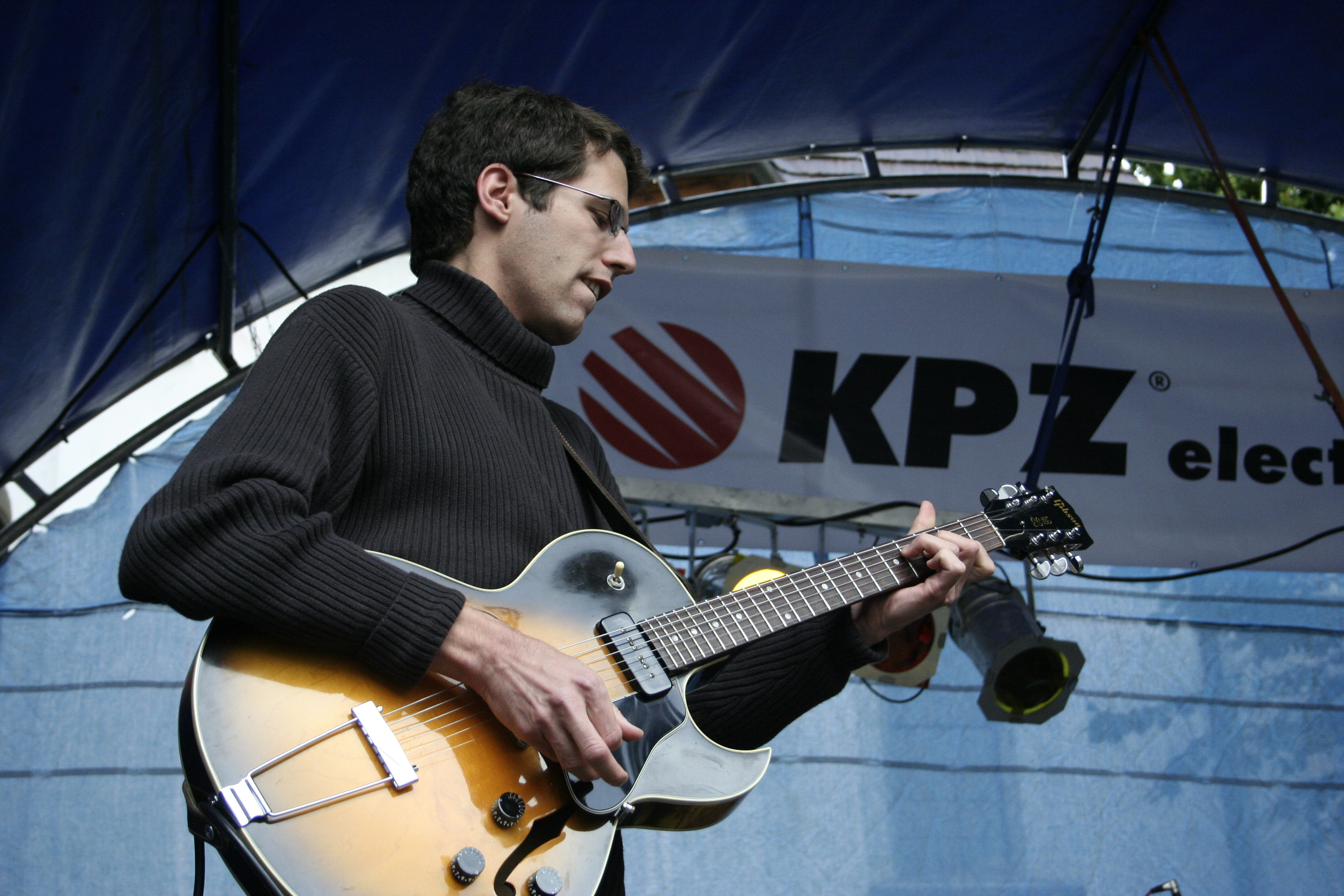
David Dorůžka (2008)

David Dorůžka  (* 25. Januar 1980 in Prag) ist ein tschechischer Jazzmusiker (Gitarre, Komposition).

## Leben und Wirken
Dorůžka stammt aus einer musikalischen Familie: Sein Vater Petr Dorůžka ist Musikjournalist, Radiomoderator und Musikproduzent, sein Großvater Lubomír Dorůžka war der erste Jazzkritiker der Tschechoslowakei. Er begann im Alter von zehn Jahren mit dem Gitarrenspiel und trat ab seinem vierzehnten Lebensjahr mit Musikern wie Karel Růžička oder Jaromír Honzák auf. Er war Mitglied von Eye of the Hurricane. 1995 wurde er von der Tschechischen Jazzakademie mit dem Preis „Talent des Jahres“ ausgezeichnet. Schon zwei Jahre später trat er auf dem Montreal Jazz Festival auf. Von 1999 bis 2002 studierte er im Jazzstudiengang des Berklee College of Music in Boston, wurde aber auch von Pat Metheny, Herbie Hancock, Joshua Redman und Django Bates betreut.
2003 kehrte Dorůžka nach einer Zeit in New York nach Europa zurück, wo er Mitglied im Quintett von Jaromír Honzák wurde, mit dem er international tourte. Im Folgejahr veröffentlichte er sein in New York aufgenommenes Debütalbum unter eigenem Namen, Hidden Paths. Er stellte darauf in seinem Trio mit Christian McBride und Jorge Rossy eigene Kompositionen neben Coverversionen von Songs von John Coltrane, Thelonious Monk und Björk vor. Das Album wurde mit dem Anděl der Tschechischen Musikakademie in der Kategorie Jazz und Blues ausgezeichnet.
Das Folgealbum Silently Dawning mit der Sängerin Josefine Lindstrand, dem Bassisten Michał Barański und dem Schlagzeuger Łukasz Żyta gewann wiederum den Anděl für das beste Jazzalbum des Jahres. 2009 erschien Dorůžkas Album Wandering Song im Trio mit dem Keyboarder Albert Sanz und dem Schlagzeuger Jorge Rossy und 2016 das Album Autumn Tales in seinem Trio mit Jiří Slavík und Martin Novák, dem abermals der Anděl als bestes Album des Jahres 2016 in der Kategorie Jazz & Blues zuerkannt wurde. „Unverwechselbare Akkorde, nach Auflösung drängende Intervalle, geschmeidiges Hochschrauben sehnsuchtsvollen Klangmaterials, virtuose Fingerfertigkeit sowohl an der elektronischen als auch an der akustischen Gitarre zeichnen“ ihn aus. Weiterhin arbeitete er mit Dan Tepfer und mit Piotr Schmidt (Komeda Unknown 1967). Er ist auch auf Alben von Tomáš Liška, Nicolas Moreaux, Aga Zaryan, Piotr Wyleżoł, Julia Sawicka, Iva Bittová, Scott McLemore und Mimi Verderame zu hören.
In der Vergangenheit lehrte Dorůžka am Jaroslav-Ježek-Konservatorium; er unterrichtet zudem beim Summer Jazz Workshop in Prag.